# Satoshi Kuwabara
Satoshi Kuwabara (桑原 智 Kuwabara Satoshi?) es un director de anime japonés.

## Trayectoria
Se unió a Tezuka Productions como encargado de producción. Aproximadamente seis meses después de su ingreso, conoció al director de anime Osamu Dezaki, de quien recibió una estricta orientación en varios aspectos. El propio Kuwabara recuerda: 'La primera vez que hice una dirección, me regañaron mucho', y expresa su respeto por Dezaki, a quien considera el mejor director.
Se describe a sí mismo como una persona introvertida. No obstante, debido a esto, comenta que 'le gusta y se le da bien retratar el interior de las personas y describir el mundo espiritual'.

## Trabajos

### Series de televisión
Destaca papeles con funciones de dirección de series.
| Año  | Título                                           | Director(es)                     | Estudio                              | Funciones | Refs.                |
| ---- | ------------------------------------------------ | -------------------------------- | ------------------------------------ | --- | -------------------- |
| 1992 | Oniisama e...                                    | Osamu Dezaki                     | Tezuka Productions                   | Avance de producción (#18, 22) | [ 4 ]                |
| 1996 | Meitantei Conan                                  | Kenji Kodama Yasuichirō Yamamoto | TMS Entertainment                    | Director de episodio (#208) | [ 5 ]                |
| 1996 | Mizuiro Jidai                                    | Hiroko Tokita                    | Studio Comet                         | Director de episodios (#28, 39) Guionista gráfico (#28, 39)                                                                         | [ 6 ]                |
| 1997 | Hakugei Densetsu                                 | Osamu Dezaki                     | Studio Junio Annapuru                | Director de episodios (#20, 23) | [ 7 ]                |
| 1998 | Master Keaton                                    | Masayuki Kojima                  | Madhouse                             | Director de episodio (#19) Guionista gráfico (#19)                                                                                  | [ 8 ]                |
| 2003 | Astro Boy: Tetsuwan Atom                         | Kazuya Konaka                    | Tezuka Productions                   | Director de episodios (#6-7, 26, 40) Guionista gráfico (#6-7, 16, 20-21, 26, 28, 40)                                                | [ 9 ]                |
| 2004 | Black Jack                                       | Satoshi Kuwabara Makoto Tezuka   | Tezuka Productions                   | Director jefe Guionista (#2, 7, 11, 17, 28, 30, 43, 46) Director de episodios (#0; OP 3) Guionista gráfico (#0, 9, 18, 31-33; ED 2) | [ 10 ]               |
| 2006 | Black Jack 21                                    | Satoshi Kuwabara Makoto Tezuka   | Tezuka Productions                   | Director jefe Guionista (#5, 14) Guionista gráfico (#2, 7-8, 12, 17) Director de unidad (#2, 8; OP)                                 | [ 11 ]               |
| 2008 | To Aru Majutsu no Index                          | Hiroshi Nishikiori               | J.C.Staff                            | Guionista gráfico (#7) | [ 12 ]               |
| 2008 | Scarecrowman                                     | Yoshio Takeuchi                  | TMS Entertainment                    | Director de episodio (#19) Guionista gráfico (#12, 15, 19-20, 22, 24)                                                               | [ 13 ]               |
| 2009 | Genji Monogatari Sennenki                        | Osamu Dezaki                     | TMS Entertainment Tezuka Productions | Director de episodios (#2, 10) | [ 14 ]               |
| 2009 | Yume-iro Pâtissière                              | Iku Suzuki                       | Studio Hibari                        | Guionista gráfico (#3, 9) | [ 15 ]               |
| 2010 | Arakawa Under the Bridge                         | Yukihiro Miyamoto Akiyuki Simbo  | Shaft                                | Guionista gráfico (#13) | [ 16 ]               |
| 2010 | Arakawa Under the Bridge x Bridge                | Yukihiro Miyamoto Akiyuki Simbo  | Shaft                                | Guionista gráfico (#6) | [ 17 ]               |
| 2011 | Yu☆Gi☆Oh! Zexal                                  | Satoshi Kuwabara                 | Gallop                               | Director Guionista gráfico (#1-2, 8-9, 13, 22, 25, 40, 49, 55, 62, 68; OP 2)                                                        | [ 18 ]               |
| 2011 | Bakugan Battle Brawlers: Gundalian Invaders      | Mitsuo Hashimoto                 | TMS Entertainment                    | Guionista gráfico (#3, 9, 16, 21)                                                                                                   | [ 19 ]               |
| 2012 | Yu☆Gi☆Oh! Zexal Second                           | Satoshi Kuwabara                 | Gallop                               | Director Guionista gráfico (#1, 8, 13, 16, 22, 26, 32, 36, 38)                                                                      | [ 20 ]               |
| 2017 | Atom: The Beginning                              | Katsuyuki Motohiro Tatsuo Satō   | Production I.G OLM Signal.MD         | Director de episodio (#3) Guionista gráfico (#3)                                                                                    | [ 21 ]               |
| 2018 | Dagashi Kashi 2                                  | Satoshi Kuwabara                 | Tezuka Productions                   | Director Guionista gráfico (#1-12)                                                                                                  | [ 22 ]               |
| 2019 | Dororo                                           | Kazuhiro Furuhashi               | MAPPA Tezuka Productions             | Guionista gráfico (#4) | [ 23 ]               |
| 2019 | Go-Tōbun no Hanayome                             | Satoshi Kuwabara                 | Tezuka Productions                   | Director Director de episodio (#4) Guionista gráfico (#1-3, 5-7, 9, 11-12; OP)                                                      | [ 24 ]               |
| 2020 | Adachi to Shimamura                              | Satoshi Kuwabara                 | Tezuka Productions                   | Director Guionista gráfico (#1-12)                                                                                                  | [ 25 ]               |
| 2021 | Isekai Maou to Shoukan Shoujo no Dorei Majutsu Ω | Satoshi Kuwabara                 | Tezuka Productions Okuruto Noboru    | Director Guionista gráfico (#1-10)                                                                                                  | [ 26 ]               |
| 2021 | Kanojo mo Kanojo                                 | Satoshi Kuwabara                 | Tezuka Productions                   | Director Guionista gráfico (#1-12)                                                                                                  | [ 27 ]               |
| 2022 | Mahōtsukai Reimeiki                              | Satoshi Kuwabara                 | Tezuka Productions                   | Director Composición de la serie Guionista gráfico (#1-7, 10, 12)                                                                   | [ 28 ]               |
| 2022 | Mamekichi Mameko NEET no Nichijō                 | Satoshi Kuwabara                 | Tezuka Productions                   | Director Composición de la serie Guionista gráfico (#1-16, 25-48)                                                                   | [ 29 ]               |
| 2023 | Megami no Cafe Terrace                           | Satoshi Kuwabara                 | Tezuka Productions                   | Director Guionista gráfico (#1-2, 4-12)                                                                                             | [ 30 ] [ 31 ]        |
| 2023 | Under Ninja                                      | Satoshi Kuwabara                 | Tezuka Productions                   | Director Guionista gráfico (#1-3, 5-6, 8-12)                                                                                        | [ 32 ] [ 33 ]        |
| 2023 | Mamekichi Mameko NEET no Nichijō 2nd Season      | Satoshi Kuwabara                 | Tezuka Productions                   | Director Composición de la serie Guionista gráfico (#1-4, 15-16, 25, 28-29, 34, 37, 39)                                             | [ 34 ]               |
| 2024 | Megami no Cafe Terrace Season 2                  | Satoshi Kuwabara                 | Tezuka Productions                   | Director Guionista gráfico (#1-3, 5-8, 11-12)                                                                                       | [ 35 ] [ 36 ] [ 37 ] |

### Películas
Destaca papeles con funciones de dirección de series.
| Año  | Título                                | Director(es)      | Estudio            | Funciones                            | Refs.         |
| ---- | ------------------------------------- | ----------------- | ------------------ | ------------------------------------ | ------------- |
| 1997 | Jungle Taitei Movie                   | Yoshio Takeuchi   | Tezuka Productions | Guionista gráfico Director de unidad | [ 38 ]        |
| 1999 | Shinsengumi                           | Satoshi Kuwabara  | Tezuka Productions | Director                             | [ 39 ] [ 40 ] |
| 2001 | Tetsuwan Atom: Chikyū Saigo no Hi     | Satoshi Kuwabara  | Tezuka Productions | Director Guionista                   | [ 39 ] [ 40 ] |
| 2004 | Hi no Tori: Hagoromo-hen              | Masayoshi Nishida | Tezuka Productions | Guionista gráfico                    | [ 41 ]        |
| 2005 | Black Jack: Futari no Kuroi Isha      | Makoto Tezuka     | Tezuka Productions | Guionista gráfico                    | [ 42 ]        |
| 2016 | Yu☆Gi☆Oh! The Dark Side of Dimensions | Satoshi Kuwabara  | Gallop             | Director Guionista Guionista gráfico | [ 43 ] [ 44 ] |

### ONAs
| Año  | Título                             | Director(es)                        | Estudio | Funciones                           | Refs.  |
| ---- | ---------------------------------- | ----------------------------------- | ------- | ----------------------------------- | ------ |
| 2006 | Bakumatsu Kikansetsu Irohanihoheto | Ryōsuke Takahashi Yoshimitsu Ohashi | Sunrise | Guionista gráfico (#15, 18, 20, 24) | [ 45 ] |

### OVAs
| Año  | Título              | Director(es) | Estudio            | Funciones          | Refs.  |
| ---- | ------------------- | ------------ | ------------------ | ------------------ | ------ |
| 1998 | Golgo 13: Queen Bee | Osamu Dezaki | Tezuka Productions | Director de unidad | [ 46 ] |

### Especiales
Destaca papeles con funciones de dirección de series.
| Año  | Título                                             | Director(es)     | Estudio            | Funciones          | Refs.  |
| ---- | -------------------------------------------------- | ---------------- | ------------------ | ------------------ | ------ |
| 1999 | Neo Faust                                          | Satoshi Kuwabara | Tezuka Productions | Director           | [ 47 ] |
| 2000 | Tezuka Osamu ga Kieta?! 20-seiki Saigo no Kaijiken | Satoshi Kuwabara | Tezuka Productions | Director Guionista | [ 48 ] |
| 2009 | Jungle Taitei: Yūki ga Mirai wo Kaeru              | Gorō Taniguchi   | Tezuka Productions | Guionista gráfico  | [ 49 ] |